# Gyda Eiriksdatter
Pour les articles homonymes, voir Eiríksdottir.
Gyda Eiriksdottir de Hordaland ( vieux norrois Gyða Eiríksdóttir) est une reine de Norvège semi légendaire de l'époque Viking. Elle apparaît uniquement dans la Harald Hårfagres saga contenue dans l'Heimskringla de Snorri Sturluson.

## Biographie
La légende de Gyda présente l'unification de la Norvège comme liée à « une histoire d'amour ». Gyda née vers 852 dans le Hordaland est la fille du roi Eirik de Hordaland,  le souverain d'un des petits royaumes qui se partageaient la Norvège.  
Le roi Harald demande à ses hommes d'aller lui chercher une jeune fille nommée Gyda, fille du roi Erik, qui est élevée en fosterage chez un puissant paysan du Valdres. Il veut la prendre comme concubine, car elle a la réputation d'être hautaine. Lorsque les messagers lui présentent sa demande, elle répond qu'elle refuse de perdre sa virginité avec un roi dont le domaine se limite à quelques provinces... Elle poursuit qu'il lui semblait étrange que personne ne s'empare de la royauté en Norvège comme Gorm l'Ancien l'avait fait au Danemark ou Éric à Uppsala ! Les messagers comprennent qu'ils ne pourraient pas la contraindre à les suivre et s'apprêtent à partir quand elle leur demande de dire à Harald qu'elle n’accepterait de devenir sa femme que quand il aurait soumis toute la Norvège et régnerait aussi souverainement que les rois précités... 
Harald piqué au vif refuse d'envoyer une troupe pour la saisir et lui ramener de force, et fait le serment de ne plus se couper les cheveux ni même les peigner avant d'être devenu le souverain de toute la Norvège. Lorsque le pouvoir du roi Harald s'étend sur tout le pays  après la bataille de Hafrsfjord, il demande à ses hommes de lui amener Gyda et il en fait sa concubine. Ils ont plusieurs enfants : Ålov Årbot Haraldsdotter l'aînée puis Hroerk et ensuite Sigtrygg, Frodi et Thorgils. 
La plupart des spécialistes contemporains estiment que cette histoire est représentative des romances qui étaient populaires à l'époque de la composition de la Heimskringla au XIIIe siècle.